# (1018) Arnolda
(1018) Arnolda és un asteroide que forma part del cinturó d'asteroides i va ser descobert per Karl Wilhelm Reinmuth el 3 de març de 1924 des de l'observatori de Heidelberg-Königstuhl, Alemanya.
Arnolda es va designar al principi com 1924 QM.
Posteriorment va ser anomenat en honor del físic alemany Arnold Berliner (1862-1942).
Arnolda orbita a una distància mitjana del Sol de 2,541 ua, podent acostar-s'hi fins a 1,915 ua i allunyar-se'n fins a 3,166 ua. Té una inclinació orbital de 7,647° i una excentricitat de 0,2462. Empra 1479 dies a completar una òrbita al voltant del Sol.